# Station Kvam
Station Kvam is een station in Kvam in fylke Innlandet in Noorwegen. Het stationsgebouw dateert uit 1896 en is een ontwerp van Paul Due.